# لکنتی
لکنتی (به انگلیسی: Stutterer) نام فیلم درام کوتاهی است که بنجامین کلیری آن را نوشته و کارگردانی کرده است.
این فیلم برنده جایزه اسکار بهترین فیلم کوتاه اکشن زنده در هشتاد و هشتمین دوره جوایز آکادمی (اسکار ۲۰۱۶) شده است.